# Kaapstadse vredesmars
De Kaapstadse vredesmars vond plaats op 13 september 1989 toen 30.000 Capetonians uit verschillende geledingen van de stad marcheerden ter ondersteuning van de vrede en het einde van de apartheid.
Het evenement, geleid door burgemeester Gordon Oliver, aartsbisschop Tutu, dominee Frank Chikane, Maulana Farid Esack, Allan Boesak en andere religieuze leiders, werd gehouden in weerwil van de noodtoestand die politieke protesten en apartheidswetten die rassenscheiding afdwingen verbood. De mars resulteerde in concessies van het apartheidskabinet onder leiding van F.W. de Klerk, na jaren van gewelddadige botsingen tussen anti-apartheidsdemonstranten en de politie, en was de eerste dergelijke gebeurtenis met gekozen wereldregeringsfunctionarissen. Het werd destijds beschouwd als de "laatste illegale mars" en ging door zonder grote confrontaties. De omvang van het protest, ondanks het openlijke verzet, en de terughoudende reactie van de politie waren het begin van de overgang naar democratie.

## Opbouw
In de aanloop naar de algemene verkiezingen voor blanken was er een anti-apartheidscampagne aangekondigd. Met veel politieke organisaties verboden en leiders in de gevangenis of vastgehouden zonder proces, werd de campagne geleid door een brede dwarsdoorsnede van leiders, waaronder religieuze leiders, gemeenschapsleiders en vakbondsactivisten, soms opererend onder de vlag van de Mass Democratic Movement. Eerdere protesten werden met geweld beantwoord door de politie. Een protest in het centrum van Kaapstad 10 dagen eerder werd verspreid door een waterkanon dat paarse kleurstof verspreidde, wat leidde tot de slogan dat de paarse zal regeren.
Meer dan 20 mensen werden gedood in de buurt van Kaapstad op de verkiezingsdag van 6 september 1989, en bij een herdenkingsdienst voor deze doden riep Tutu op tot een bredere protestmars de volgende week. De mars kreeg brede steun, onder meer van groepen die gewoonlijk niet actief zijn in protestmarsen, waaronder bedrijven en blanke oppositiepartijen.

## State reactie
Eerder in 1989 bracht de staatspresident Botha was vervangen door F.W. de Klerk als hoofd van de regerende Nationale Partij. De Klerk leidde zijn partij naar de overwinning bij de verkiezingen voor alleen blanken op 6 september en zou een week na de mars worden ingehuldigd als staatspresident.
De mars polariseerde de steun binnen de regering. De veiligheidsdienst verzette zich daartegen, maar De Klerk besloot dat de mars niet met geweld zou worden afgebroken om een gewelddadige confrontatie en de daarmee gepaard gaande negatieve publiciteit te voorkomen.  Uit angst voor een ' fluwelen revolutie ' van het soort dat in Oost-Europa plaatsvond, capituleerde De Klerk voor eisen van de anti-apartheidsbeweging. Dit betekende een belangrijke verandering ten opzichte van het Botha-tijdperk en leidde tot concessies die de overgang naar democratie inluidden.

## De mars
De mars begon in de buurt van de Sint-Joriskathedraal in Kaapstad en ging verder door Adderley Street en eindigde bij de Grand Parade. De menigte werd geleid door de burgemeester van de stad en een groep religieuze leiders en maarschalken van het Verenigd Democratisch Front. In tegenstelling tot eerdere protesten was de politie niet aanwezig om de demonstranten te confronteren en verliep de mars vreedzaam. Buiten het stadhuis van Kaapstad hield Tutu een toespraak waarin hij verwees naar Zuid-Afrika als een regenboogland.

## Erna
Het succes van de mars en het feit dat de politie weigerde het verbod op dergelijke bijeenkomsten onder de toenmalige noodtoestand af te dwingen, leidde tot verdere marsen in veel delen van het land, vaak op initiatief van religieuze leiders. De liberale commentator Allister Sparks beschouwt de mars als het begin van de normalisatie van de Zuid-Afrikaanse politiek en september 1989 als het hoogtepunt van De Klerks bekering tot onderhandelingen.
Een paar maanden later betrad Zuid-Afrika een nieuw politiek tijdperk toen De Klerk het Afrikaans Nationaal Congres en andere anti-apartheidsorganisaties opheft en Nelson Mandela en andere gevangenen vrijlaat. Kort daarna begonnen formele onderhandelingen om een einde te maken aan de apartheid.